# Breagyps
Breagyps is een geslacht van uitgestorven condors dat in het Pleistoceen in Noord-Amerika leefde. De typesoort is Breagyps clarki

## Fossiele vondsten
Fossielen van Breagyps zijn met name gevonden in de teerputten van Rancho La Brea in de Amerikaanse staat Californië. Deze teerputten hebben fossielen van meerdere soorten gieren en verwante teratornithiden opgeleverd. Naast Breagyps zijn ook de condor Gymnogyps amplus, de gieren Coragyps occidentalis en Neophrontops americanus, en de teratornithiden Teratornis merriami en Cathartornis gracilis bekend uit Rancho La Brea. Daarnaast zijn ook in Smith Creek Cave in Nevada fossielen van Breagyps gevonden met een ouderdom van 11.660 tot 13.300 jaar.

## Kenmerken
Breagyps was iets groter dan een Californische condor. 